# Indice multidimensionale di povertà
L'Indice multidimensionale di povertà (IMP) fu sviluppato nel 2010 dall'Oxford Poverty & Human Development Initiative e dal Programma dell Nazioni Unite per lo sviluppo Ha sostituito l'Indice di povertà umana.
L'indice mostra il numero di persone che sono povere multidimensionalmente (deprivazioni nel 33.33% degli indicatori pesati) e il numero di deprivazioni che si possono trovare nella vita domestica.

## Indicatori
L'indice usa dieci parametri:
| Dimensione       | Indicatori                                                                                 |
| ---------------- | ------------------------------------------------------------------------------------------ |
| Salute           | - Mortalità infantile - Nutrizione                                                         |
| Educazione       | - Anni di scuola - Bambini coinvolti                                                       |
| Standard di vita | - Metodo di cottura dei cibi - Servizi igienici - Acqua - Elettricità - Pavimento - Assets |

Ogni parametro e ogni indicatore con un parametro sono pesati.

## Calcolo dell'indice

### Formula
L'IMP è calcolato:
{\displaystyle IMP=H\times A}
H: Percentuale della popolazione povera IMP (incidenza di povertà)

A: Media della povertà IMP nella popolazione povera (%)

### Indicatori
I seguenti indicatori sono usati per il calcolo IMP:
- Educazione (ogni indicatore pesato per 1/6)
  - Anni di scolarità: deprivati se ci sono in famiglia scolarità inferiori a 5 anni
  - Bambini iscritti: deprivati se nessun componente in età scolare frequenta l'8 livello
- Salute (ogni indicatore pesato per 1/6)
  - Mortalità infantile: deprivati se non ci sono stati morti prematuri in famiglia
  - Nutrizione: deprivati se no ci sono adulti o bambini malnutriti
- Standard di vita (ogni indicatore pesato per 1/18)
  - Elettricità: deprivati se non c'è elettricità in casa
  - Servizi igienici: deprivati se non ci sono servizi igienici (Obiettivi di sviluppo del Millennio), o presenti ma condivisi con altri nuclei familiari
  - Acqua potabile: deprivati se non c'è acqua potabile o se l'acqua è a più di 30 minuti di cammino
  - Pavimento: deprivati se il pavimento è sporco, con sabbia
  - Cottura dei cibi: deprivati se cucinano con legna o assimilati
  - Cespiti: deprivati se non vi sono radio, TV, telefono, bicicletta, motocicletta o frigorifero o altri beni durevoli

Una persona è povera se raggiunge il 33.33% degli indicatori pesati.

### Esempio reale
Niger:
- IMP = 0.642
- H = 0.927
- A = 0.693

Nel Niger, il 92.7% della popolazione è povero IMP.

### Esempio fittizio
Nazione X consiste di persone A, B e C. La seguente tabella mostra deprivazioni su ognuno dei dieci indicatori per le persone A, B e C.
"0%" indica nessuna deprivazione, mentre "100%" indica deprivazione.
| Indicatore       | Peso             | Persona A      | Persona B      | Persona C          |
| ---------------- | ---------------- | -------------- | -------------- | ------------------ |
| 1                | 1/6              | 0%             | 0%             | 0%                 |
| 2                | 1/6              | 0%             | 0%             | 0%                 |
| 3                | 1/6              | 100%           | 100%           | 0%                 |
| 4                | 1/6              | 0%             | 100%           | 0%                 |
| 5                | 1/18             | 0%             | 100%           | 100%               |
| 6                | 1/18             | 0%             | 100%           | 100%               |
| 7                | 1/18             | 0%             | 0%             | 100%               |
| 8                | 1/18             | 100%           | 100%           | 100%               |
| 9                | 1/18             | 100%           | 0%             | 100%               |
| 10               | 1/18             | 100%           | 0%             | 0%                 |
| Punteggio pesato | Punteggio pesato | 33.33%         | 50.00%         | 27.78%             |
| Status           | Status           | povero (≥ 33%) | povero (≥ 33%) | non povero (< 33%) |

Fattore H per nazione X è:
{\displaystyle {\frac {1+1+0}{3}}=0.667}
Fattore A per nazione X è:
{\displaystyle {\frac {33.33\%+50.00\%}{2}}=0.417}
L'IMP per la nazione X è:
{\displaystyle 0.667\times 0.417=0.278}

## IMP in paesi in via di sviluppo
| Nazione              | IMP   | % di popolazione che è povera IMP | Intensità media della povertà IMP | Numero di persone povere IMP (migliaia) | Anno | % di popolazione che ha reddito di povertà ($1.25/giorno) | % di popolazione che ha reddito di povertà ($2.00/giorno) | Anno |
| -------------------- | ----- | --------------------------------- | --------------------------------- | --------------------------------------- | ---- | --------------------------------------------------------- | --------------------------------------------------------- | ---- |
| Albania              | 0.005 | 1.4                               | 37.7                              | 45                                      | 2009 | 0.6                                                       | 4.3                                                       | 2008 |
| Angola               | 0.452 | 77.4                              | 58.4                              | 11 136                                  | 2001 | 54.3                                                      | 70.2                                                      | 2000 |
| Argentina            | 0.011 | 3.0                               | 37.7                              | 1 160                                   | 2005 | 0.9                                                       | 2.4                                                       | 2009 |
| Armenia              | 0.004 | 1.1                               | 36.2                              | 34                                      | 2005 | 1.3                                                       | 12.4                                                      | 2008 |
| Azerbaigian          | 0.021 | 5.3                               | 39.4                              | 461                                     | 2006 | 1.0                                                       | 7.8                                                       | 2008 |
| Bangladesh           | 0.292 | 57.8                              | 50.4                              | 83 207                                  | 2007 | 49.6                                                      | 81.3                                                      | 2005 |
| Bielorussia          | 0.000 | 0.0                               | 35.1                              | 0                                       | 2005 | 0.1                                                       | 0.2                                                       | 2008 |
| Belize               | 0.024 | 5.6                               | 42.6                              | 16                                      | 2006 | 12.4                                                      | 24.5                                                      | 1999 |
| Benin                | 0.412 | 71.8                              | 57.4                              | 5 652                                   | 2006 | 47.3                                                      | 75.3                                                      | 2003 |
| Bhutan               | 0.119 | 27.2                              | 43.9                              | 197                                     | 2010 | 26.2                                                      | 49.5                                                      | 2003 |
| Bolivia              | 0.089 | 20.5                              | 43.7                              | 1 972                                   | 2008 | 13.6                                                      | 25.1                                                      | 2007 |
| Bosnia ed Erzegovina | 0.003 | 0.8                               | 37.2                              | 30                                      | 2006 | 0.0                                                       | 0.2                                                       | 2007 |
| Brasile              | 0.011 | 2.7                               | 39.3                              | 5 075                                   | 2006 | 3.8                                                       | 9.9                                                       | 2009 |
| Burkina Faso         | 0.536 | 82.6                              | 64.9                              | 12 078                                  | 2006 | 56.5                                                      | 81.2                                                      | 2003 |
| Burundi              | 0.530 | 84.5                              | 62.7                              | 6 127                                   | 2005 | 81.3                                                      | 93.5                                                      | 2006 |
| Cambogia             | 0.251 | 52.0                              | 48.4                              | 6 946                                   | 2005 | 28.3                                                      | 56.5                                                      | 2007 |
| Camerun              | 0.287 | 53.3                              | 53.9                              | 9 149                                   | 2004 | 9.6                                                       | 30.4                                                      | 2007 |
| Rep. Centrafricana   | 0.512 | 86.4                              | 59.3                              | 3 199                                   | 2000 | 62.8                                                      | 80.1                                                      | 2008 |
| Ciad                 | 0.344 | 62.9                              | 54.7                              | 5 758                                   | 2003 | 61.9                                                      | 83.3                                                      | 2003 |
| Cina                 | 0.056 | 12.5                              | 44.9                              | 161 675                                 | 2003 | 15.9                                                      | 36.3                                                      | 2005 |
| Colombia             | 0.022 | 5.4                               | 40.9                              | 2 500                                   | 2010 | 16.0                                                      | 27.9                                                      | 2006 |
| Comore               | 0.408 | 73.9                              | 55.2                              | 415                                     | 2000 | 46.1                                                      | 65.0                                                      | 2004 |
| Costa d'Avorio       | 0.353 | 61.5                              | 57.4                              | 11 083                                  | 2005 | 23.8                                                      | 46.3                                                      | 2008 |
| Croazia              | 0.016 | 4.4                               | 36.3                              | 196                                     | 2003 | 0.1                                                       | 0.1                                                       | 2008 |
| Rep. Ceca            | 0.010 | 3.1                               | 33.4                              | 316                                     | 2003 | 0.1                                                       | 0.2                                                       | 1996 |
| Gibuti               | 0.139 | 29.3                              | 47.3                              | 241                                     | 2006 | 18.8                                                      | 41.2                                                      | 2002 |
| Rep. Dominicana      | 0.018 | 4.6                               | 39.4                              | 438                                     | 2007 | 4.3                                                       | 13.6                                                      | 2007 |
| RD del Congo         | 0.393 | 73.2                              | 53.7                              | 44 485                                  | 2007 | 59.2                                                      | 79.6                                                      | 2006 |
| Ecuador              | 0.009 | 2.2                               | 41.6                              | 286                                     | 2003 | 4.4                                                       | 13.6                                                      | 2009 |
| Egitto               | 0.024 | 6.0                               | 40.7                              | 4 699                                   | 2008 | 2.0                                                       | 18.5                                                      | 2005 |
| Estonia              | 0.026 | 7.2                               | 36.5                              | 97                                      | 2003 | 0.5                                                       | 1.5                                                       | 2004 |
| Etiopia              | 0.562 | 88.6                              | 63.5                              | 65 798                                  | 2005 | 39.0                                                      | 77.6                                                      | 2005 |
| Gabon                | 0.161 | 35.4                              | 45.5                              | 437                                     | 2000 | 4.8                                                       | 19.6                                                      | 2005 |
| Gambia               | 0.324 | 60.4                              | 53.6                              | 934                                     | 2006 | 34.3                                                      | 56.7                                                      | 2003 |
| Georgia              | 0.003 | 0.8                               | 35.2                              | 36                                      | 2005 | 15.3                                                      | 32.2                                                      | 2008 |
| Ghana                | 0.144 | 31.2                              | 46.2                              | 7 258                                   | 2008 | 30.0                                                      | 53.6                                                      | 2006 |
| Guatemala            | 0.127 | 25.9                              | 49.1                              | 3 134                                   | 2003 | 11.7                                                      | 24.3                                                      | 2006 |
| Guinea               | 0.506 | 82.5                              | 61.3                              | 7 459                                   | 2005 | 43.3                                                      | 69.6                                                      | 2007 |
| Guyana               | 0.053 | 13.4                              | 39.5                              | 100                                     | 2005 | 8.7                                                       | 18.0                                                      | 1998 |
| Haiti                | 0.299 | 56.4                              | 53.0                              | 5 346                                   | 2006 | 54.9                                                      | 72.2                                                      | 2001 |
| Honduras             | 0.159 | 32.5                              | 48.9                              | 2 281                                   | 2006 | 23.3                                                      | 35.4                                                      | 2007 |
| Ungheria             | 0.016 | 4.6                               | 34.3                              | 466                                     | 2003 | 0.2                                                       | 0.4                                                       | 2007 |
| India                | 0.283 | 53.7                              | 52.7                              | 612 203                                 | 2005 | 41.6                                                      | 75.6                                                      | 2005 |
| Indonesia            | 0.095 | 20.8                              | 45.9                              | 48 352                                  | 2007 | 18.7                                                      | 50.6                                                      | 2009 |
| Iraq                 | 0.059 | 14.2                              | 41.3                              | 3 996                                   | 2006 | 4.0                                                       | 25.3                                                      | 2007 |
| Giordania            | 0.008 | 2.4                               | 34.4                              | 145                                     | 2009 | 0.4                                                       | 3.5                                                       | 2006 |
| Kazakistan           | 0.002 | 0.6                               | 36.9                              | 92                                      | 2006 | 0.2                                                       | 1.5                                                       | 2007 |
| Kenya                | 0.229 | 47.8                              | 48.0                              | 18 863                                  | 2009 | 19.7                                                      | 39.9                                                      | 2005 |
| Kirghizistan         | 0.019 | 4.9                               | 38.8                              | 249                                     | 2006 | 1.9                                                       | 29.4                                                      | 2007 |
| Laos                 | 0.267 | 47.2                              | 56.5                              | 2 757                                   | 2006 | 33.9                                                      | 66.0                                                      | 2008 |
| Lettonia             | 0.006 | 1.6                               | 37.9                              | 37                                      | 2003 | 0.3                                                       | 1.0                                                       | 2004 |
| Lesotho              | 0.156 | 35.3                              | 44.1                              | 759                                     | 2009 | 43.4                                                      | 62.3                                                      | 2003 |
| Liberia              | 0.485 | 83.9                              | 57.7                              | 2 917                                   | 2007 | 83.7                                                      | 94.8                                                      | 2007 |
| Macedonia            | 0.008 | 1.9                               | 40.9                              | 39                                      | 2005 | 0.3                                                       | 4.3                                                       | 2008 |
| Madagascar           | 0.357 | 66.9                              | 53.3                              | 13 463                                  | 2009 | 67.8                                                      | 89.6                                                      | 2005 |
| Malawi               | 0.381 | 72.1                              | 52.8                              | 8 993                                   | 2004 | 73.9                                                      | 90.5                                                      | 2004 |
| Maldive              | 0.018 | 5.2                               | 35.6                              | 16                                      | 2009 | 1.5                                                       | 12.2                                                      | 2004 |
| Mali                 | 0.558 | 86.6                              | 64.4                              | 11 772                                  | 2006 | 51.4                                                      | 77.1                                                      | 2006 |
| Mauritania           | 0.352 | 61.7                              | 57.1                              | 1 982                                   | 2007 | 21.2                                                      | 44.1                                                      | 2000 |
| Messico              | 0.015 | 4.0                               | 38.9                              | 4 313                                   | 2006 | 1.8                                                       | 8.6                                                       | 2008 |
| Moldavia             | 0.007 | 1.9                               | 36.7                              | 72                                      | 2005 | 1.9                                                       | 12.5                                                      | 2008 |
| Mongolia             | 0.065 | 15.8                              | 41.0                              | 402                                     | 2005 | 22.4                                                      | 49.1                                                      | 2005 |
| Montenegro           | 0.006 | 1.5                               | 41.6                              | 9                                       | 2005 | 0.1                                                       | 0.2                                                       | 2008 |
| Marocco              | 0.048 | 10.6                              | 45.3                              | 3 287                                   | 2007 | 2.5                                                       | 14.0                                                      | 2007 |
| Mozambico            | 0.512 | 79.3                              | 64.6                              | 18 127                                  | 2009 | 59.6                                                      | 81.8                                                      | 2008 |
| Birmania             | 0.154 | 31.8                              | 48.3                              | 14 297                                  | 2000 |                                                           |                                                           |      |
| Namibia              | 0.187 | 39.6                              | 47.2                              | 855                                     | 2007 | 49.1                                                      | 62.2                                                      | 1993 |
| Nepal                | 0.350 | 64.7                              | 54.0                              | 18 009                                  | 2006 | 24.82                                                     | 57.25                                                     | 2010 |
| Nicaragua            | 0.128 | 28.0                              | 45.7                              | 1 538                                   | 2006 | 15.8                                                      | 31.9                                                      | 2005 |
| Niger                | 0.642 | 92.4                              | 69.4                              | 12 437                                  | 2006 | 43.1                                                      | 75.9                                                      | 2007 |
| Nigeria              | 0.310 | 54.1                              | 57.3                              | 81 510                                  | 2008 | 64.4                                                      | 83.9                                                      | 2004 |
| Palestina            | 0.005 | 1.4                               | 37.3                              | 52                                      | 2007 |                                                           |                                                           |      |
| Pakistan             | 0.264 | 49.4                              | 53.4                              | 81 236                                  | 2007 | 22.6                                                      | 61.0                                                      | 2006 |
| Paraguay             | 0.064 | 13.3                              | 48.5                              | 755                                     | 2003 | 5.1                                                       | 13.2                                                      | 2008 |
| Perù                 | 0.086 | 19.9                              | 43.2                              | 5 421                                   | 2004 | 5.9                                                       | 14.7                                                      | 2009 |
| Filippine            | 0.064 | 13.4                              | 47.4                              | 12 083                                  | 2008 | 22.6                                                      | 45.0                                                      | 2006 |
| Rep. del Congo       | 0.208 | 40.6                              | 51.2                              | 1 600                                   | 2009 | 54.1                                                      | 74.4                                                      | 2005 |
| Russia               | 0.005 | 1.3                               | 38.9                              | 1 883                                   | 2003 | 0.0                                                       | 0.1                                                       | 2008 |
| Ruanda               | 0.426 | 80.2                              | 53.2                              | 7 380                                   | 2005 | 76.8                                                      | 89.6                                                      | 2005 |
| São Tomé e Príncipe  | 0.154 | 34.5                              | 44.7                              | 56                                      | 2009 | 29.7                                                      | 55.9                                                      | 2001 |
| Senegal              | 0.384 | 66.9                              | 57.4                              | 7 273                                   | 2005 | 33.5                                                      | 60.4                                                      | 2005 |
| Serbia               | 0.003 | 0.8                               | 40.0                              | 79                                      | 2005 | 0.1                                                       | 0.7                                                       | 2008 |
| Sierra Leone         | 0.439 | 77.0                              | 57.0                              | 4 321                                   | 2008 | 53.4                                                      | 76.1                                                      | 2003 |
| Slovacchia           | 0.000 | 0.0                               | 0.0                               | 0                                       | 2003 | 0.3                                                       | 1.4                                                       | 1996 |
| Somalia              | 0.514 | 81.2                              | 63.3                              | 6 940                                   | 2006 |                                                           |                                                           |      |
| Sudafrica            | 0.057 | 13.4                              | 42.3                              | 6 609                                   | 2008 | 17.4                                                      | 35.7                                                      | 2006 |
| Sri Lanka            | 0.021 | 5.3                               | 38.7                              | 1 027                                   | 2003 | 7.0                                                       | 29.1                                                      | 2007 |
| Suriname             | 0.039 | 8.2                               | 47.2                              | 41                                      | 2006 | 15.5                                                      | 27.2                                                      | 1999 |
| eSwatini             | 0.184 | 41.4                              | 44.5                              | 469                                     | 2007 | 62.9                                                      | 81.0                                                      | 2001 |
| Siria                | 0.021 | 5.5                               | 37.5                              | 1 041                                   | 2006 | 1.7                                                       | 16.9                                                      | 2004 |
| Tagikistan           | 0.068 | 17.1                              | 40.0                              | 1 103                                   | 2005 | 21.5                                                      | 50.9                                                      | 2004 |
| Tanzania             | 0.367 | 65.2                              | 56.3                              | 27 559                                  | 2008 | 67.9                                                      | 87.9                                                      | 2007 |
| Thailandia           | 0.006 | 1.6                               | 38.5                              | 1 067                                   | 2005 | 0.4                                                       | 11.5                                                      | 2004 |
| Timor Est            | 0.360 | 68.1                              | 52.9                              | 749                                     | 2009 | 37.4                                                      | 72.8                                                      | 2007 |
| Togo                 | 0.284 | 54.3                              | 52.4                              | 3 003                                   | 2006 | 38.7                                                      | 69.3                                                      | 2006 |
| Trinidad e Tobago    | 0.020 | 5.6                               | 35.1                              | 74                                      | 2006 | 4.2                                                       | 13.5                                                      | 1992 |
| Tunisia              | 0.010 | 2.8                               | 37.1                              | 272                                     | 2003 | 2.6                                                       | 12.8                                                      | 2000 |
| Turchia              | 0.028 | 6.6                               | 42.0                              | 4 378                                   | 2003 | 2.7                                                       | 9.1                                                       | 2005 |
| Uganda               | 0.367 | 72.3                              | 50.7                              | 21 235                                  | 2006 | 37.7                                                      | 64.5                                                      | 2009 |
| Ucraina              | 0.008 | 2.2                               | 35.5                              | 1 018                                   | 2007 | 0.0                                                       | 0.1                                                       | 2008 |
| Emirati Arabi Uniti  | 0.002 | 0.6                               | 35.3                              | 20                                      | 2003 |                                                           |                                                           |      |
| Uruguay              | 0.006 | 1.7                               | 34.7                              | 56                                      | 2003 | 0.0                                                       | 0.2                                                       | 2009 |
| Uzbekistan           | 0.008 | 2.3                               | 36.2                              | 603                                     | 2006 | 46.3                                                      | 76.7                                                      | 2003 |
| Vanuatu              | 0.129 | 30.1                              | 42.7                              | 67                                      | 2007 |                                                           |                                                           |      |
| Vietnam              | 0.084 | 17.7                              | 47.2                              | 14 249                                  | 2002 | 13.1                                                      | 38.5                                                      | 2008 |
| Yemen                | 0.283 | 52.5                              | 53.9                              | 11 176                                  | 2006 | 17.5                                                      | 46.6                                                      | 2005 |
| Zambia               | 0.328 | 64.2                              | 51.2                              | 7 739                                   | 2007 | 64.3                                                      | 81.5                                                      | 2004 |
| Zimbabwe             | 0.180 | 39.7                              | 45.3                              | 4 974                                   | 2006 |                                                           |                                                           |      |

Source: Alkire, S. Roche, JM. Santos, ME. and Seth, S (November 2011) http://ophi.qeh.ox.ac.uk . Multidimensional Poverty Index: 2011 Data. Oxford Poverty and Human Development Initiative. Available at: www.ophi.org.uk/policy/multidimensional-poverty-index/.